# Euphorbia procumbens
Euphorbia procumbens är en törelväxtart som beskrevs av Philip Miller. Euphorbia procumbens ingår i släktet törlar, och familjen törelväxter. Inga underarter finns listade i Catalogue of Life.